# Mezquita An-Nasr
La Mezquita An-Nasr (en árabe: مسجد النصر‎, Masjid an-Nasr; "Mezquita de la Victoria") es una mezquita ubicada en la ciudad cisjordana de Nablus, en Palestina. Se encuentra en la plaza central de la Ciudad Vieja y es conocida como "el símbolo de Nablus". La mezquita An-Nasr tiene una cúpula color turquesa y una sala de oraciones en la segunda planta del edificio.

## Etimología
El nombre de la mezquita deriva de la sura 110 del Corán, que consta de tres versos o aleyas. "An Nasr" se puede traducir al español como "la victoria", pero también como "la ayuda" o "la asistencia". Se trata de la tercera sura más corta del Corán, tan solo por detrás de Al-Asr y Al-Kawthar. La sura An-Nasr versa sobre la victoria en la batalla y sobre cómo esta victoria convirtió a muchas personas al islam, dado que se dieron cuenta de que la victoria se había debido a la intercesión de Alá.

## Historia
La mezquita An-Nasr era originalmente una iglesia bizantina hasta que, durante el periodo de dominio cruzado sobre Palestina, los caballeros templarios construyeron una pequeña iglesia que constaba de un edificio circular con una cúpula roja. Los Cruzados perdieron Nablus en 1187 ante las fuerzas ayubíes de Saladino, que a su vez cedieron su control a los mamelucos en el siglo XIV. Los mamelucos transformaron la iglesia de los cruzados en una mezquita de tres naves que bautizaron como An-Nasr. Posteriormente, los otomanos construyeron un edificio gubernamental adyacente a la mezquita. En 1927, un potente terremoto con epicentro en Jericó destrozó por completo la mezquita de An-Nasr.
El Consejo Supremo Musulmán liderado por Amin al-Husayni reconstruyó la mezquita en 1935 con una estructura completamente distinta. La reconstrucción fue supervisada por el jeque Amr Arafat, un habitante de Nablus cuyo clan -los Fityanis- era el encargado del waqf de la mezquita. El imán de la mezquita An-Nasr ha pertenecido tradicionalmente al fiqh hanafí, la versión más moderna y abierta del islam suní. Según la tradición islámica, la mezquita An-Nasr está construida sobre el lugar exacto donde Yaqub (Jacob) recibió el "abrigo desgarrado y ensangrentado" de Yusuf (José) de mano de sus hijos.
En febrero de 1998, soldados israelíes agredieron a un grupo de fieles en la mezquita An-Nasr, lo que desencadenó una ola de violencia en Nablus que acabaría causando varias muertes palestinas.
El 7 de marzo de 2025, las fuerzas israelíes irrumpieron en varias mezquitas de la ciudad de Nablus, en el norte de Cisjordania. Según informó la agencia de noticias palestina WAFA, incendiaron la mezquita An-Nasr e impidieron que los bomberos extinguieran el incendio. Según testigos presenciales, el fuego dañó la estancia del imán, así como partes de las paredes y alfombras de la mezquita. En un comunicado, el Ministerio palestino de Dotaciones y Asuntos Religiosos calificó los daños a las mezquitas de Nablus como «un ataque grave por su tamaño y momento», y condenó «el plan sistemático... de profanación de nuestros lugares sagrados, mezquitas y lugares de culto». Mientras que la municipalidad de Nablus condenó el «incendio de la mezquita Al-Nasr, considerada una mezquita histórica y un importante monumento patrimonial dentro de la Ciudad Vieja por parte de las fuerzas israelíes».

## Galería

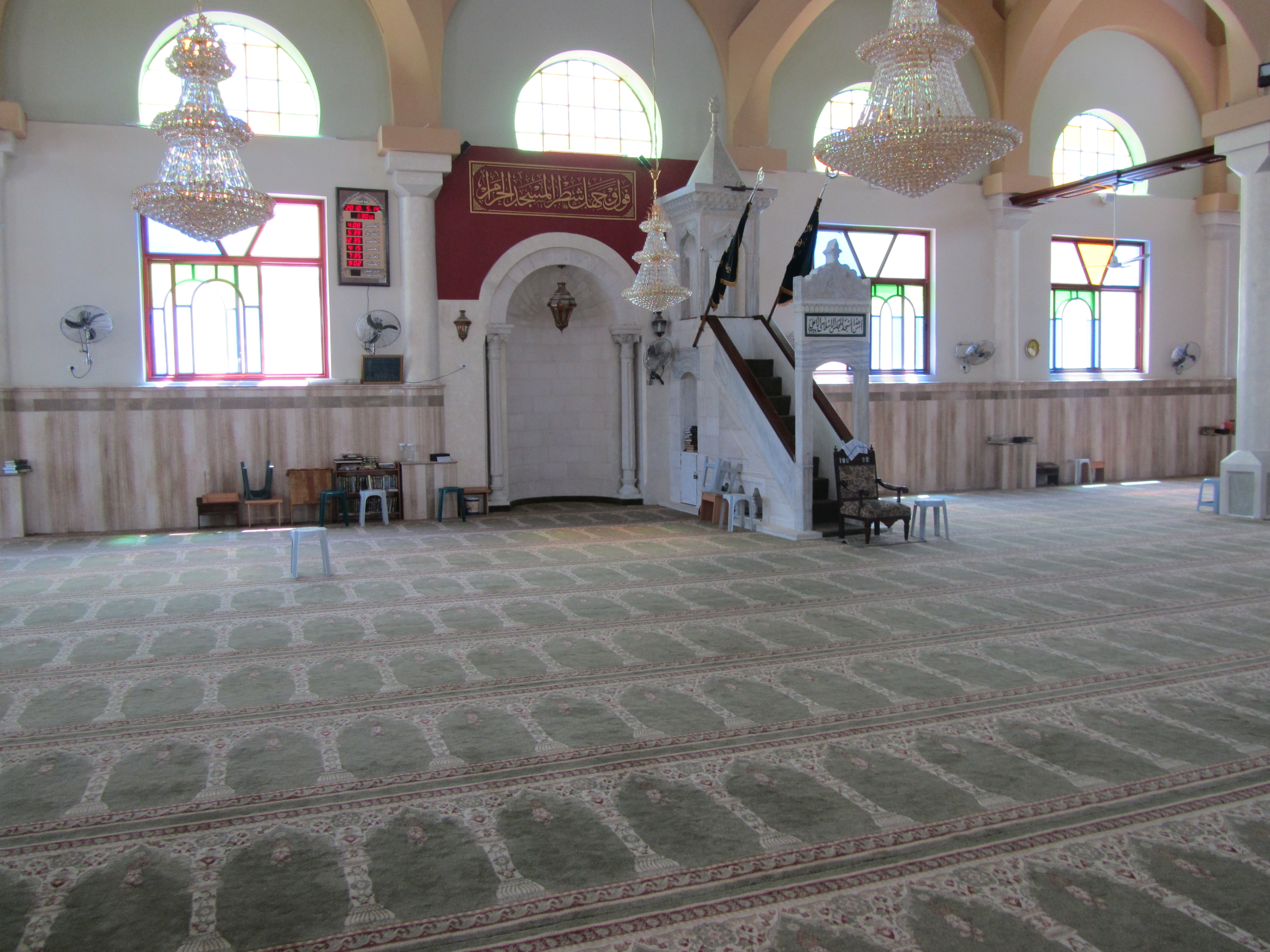
Vista interior de la mezquita
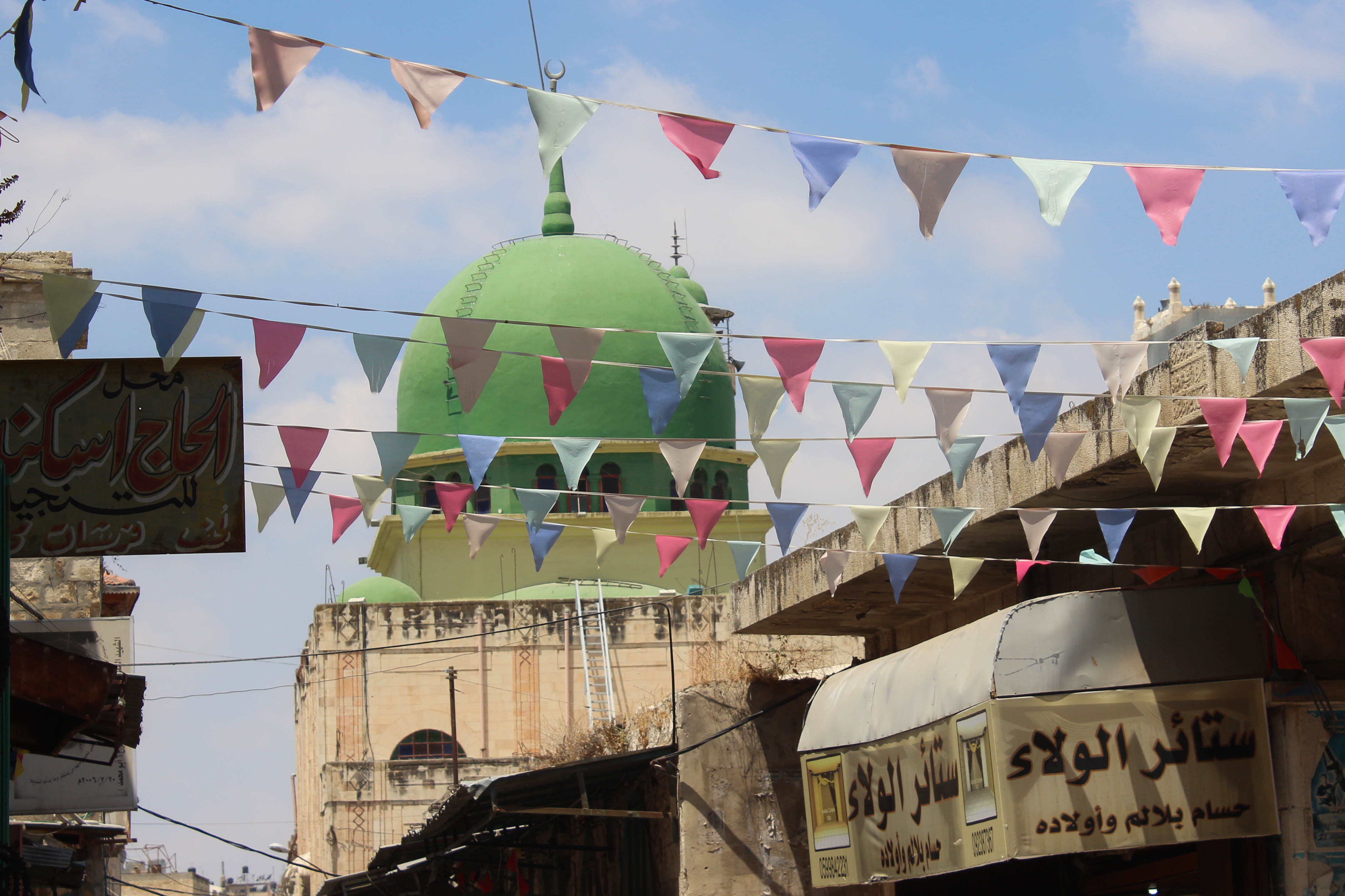
La cúpula turquesa de la mezquita
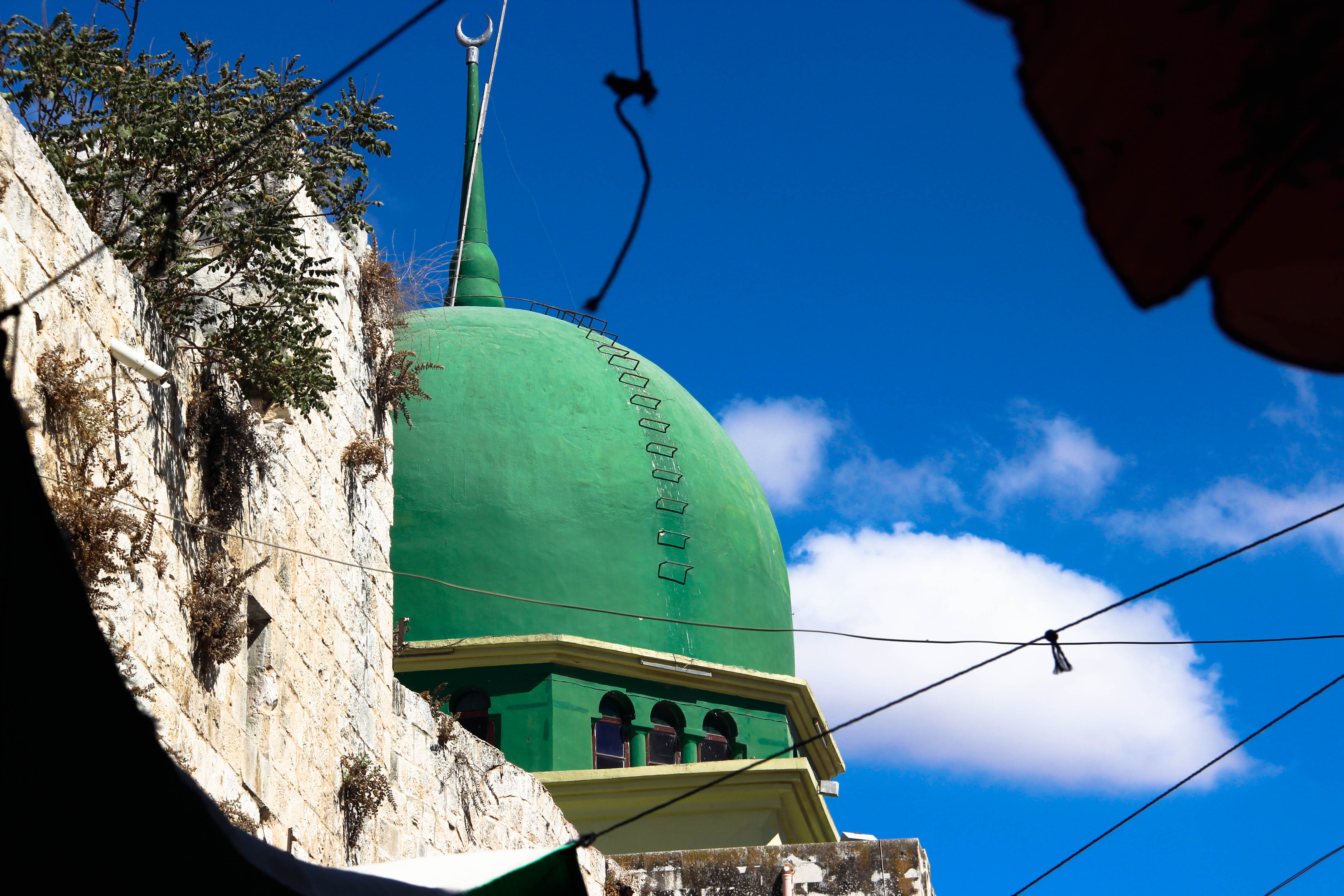
Detalle de la cúpula
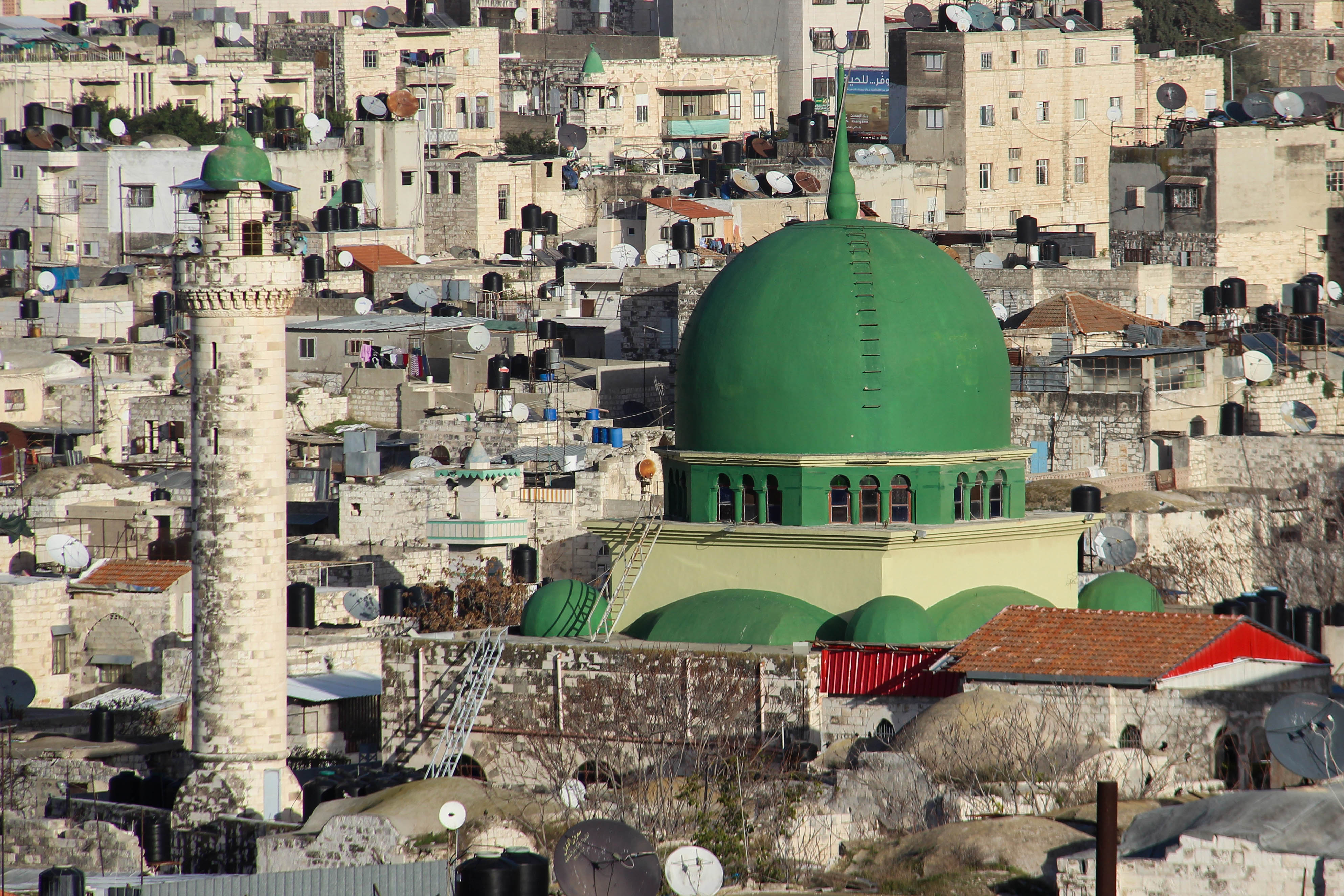
Cúpula y minarete de la mezquita
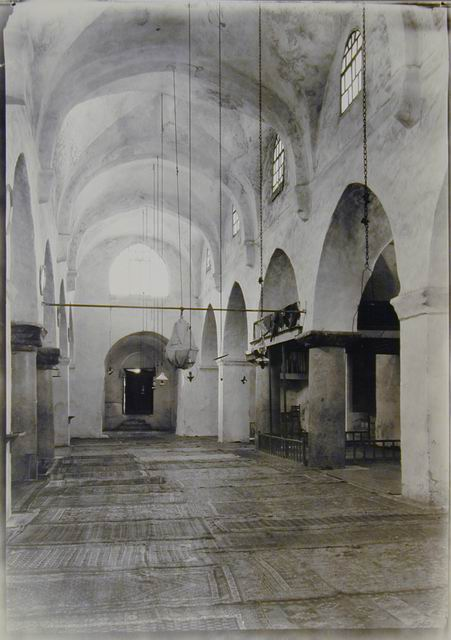
Interior de la mezquita a comienzos del siglo XX
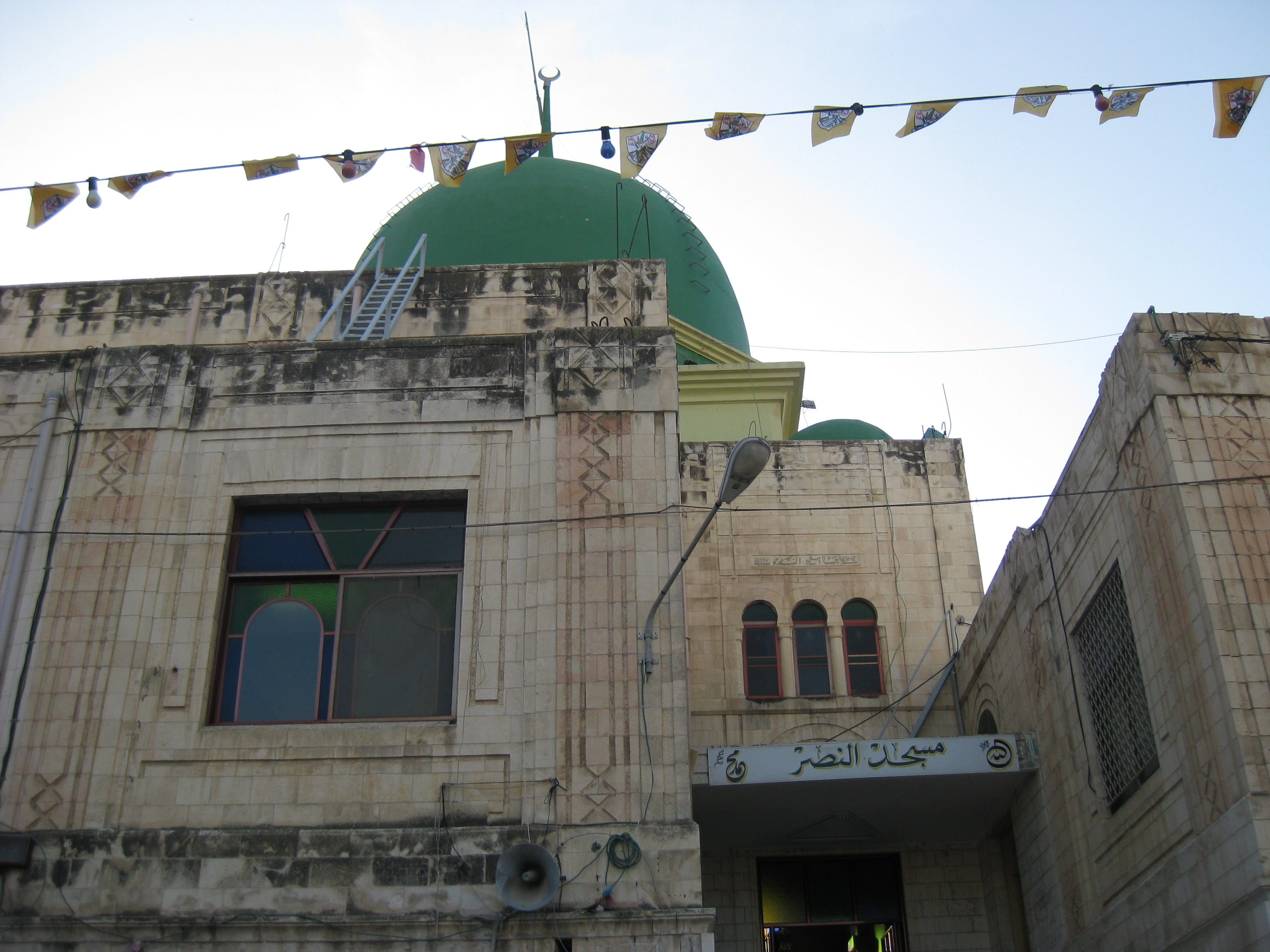
Vista de la cúpula a pie de calle